# Scoliacma pactolias
Scoliacma pactolias är en fjärilsart som beskrevs av Edward Meyrick 1886. Scoliacma pactolias ingår i släktet Scoliacma och familjen björnspinnare. Inga underarter finns listade.